# Narovnání o hory a kovy
Narovnání o hory a kovy byla smlouva, která byla vydána 30. března 1534 za panování českého krále Ferdinanda I. a upravovala panovníkův horní regál v Čechách. Úprava se týkala především omezení urbury, tedy důchodu, který pobíral panovník za umožnění těžby. Panovník měl do vydání narovnání nárok na každý osmý koš vytěžené rudy, po vydání jen na každý desátý koš. Zároveň se začalo důsledněji dbát na to, aby byly drahé kovy prodávány za výkupní cenu do královských hutí, což bylo právo, které vycházelo z horního regálu, ale nebylo předtím důsledně vymáháno (k nezákonnému obchodu docházelo hlavně ve šlikovských stříbrných dolech). Smlouva se stala součástí Vladislavského zřízení zemského a poté i Obnoveného zřízení zemského. Novelizace se Narovnání dočkalo roku 1575 za Maxmiliána II.